# Tonja
Tonja ist ein weiblicher Vorname.

## Herkunft und Bedeutung
Er ist die alt-südslawische Kurzform von Antonja (Antonia) und bedeutet die Göttliche oder die mit unschätzbarem Wert.  Variante sind Tonya und Tonia.

## Bekannte Namensträgerinnen
- Tonja Buford-Bailey (* 1970), US-amerikanische Leichtathletin